# Gattinara
Serravalle Sesia je italská obec v provincii Vercelli v oblasti Piemont.
K 31. prosinci 2011 zde žilo 8 306 obyvatel.

## Sousední obce
Lenta, Lozzolo, Roasio, Rovasenda, Romagnano Sesia (NO), Ghemme (NO)